# Modern Combat
Modern Combat es una serie de videojuegos desarrollados y publicados por Gameloft principalmente para iOS y Android. Todos los juegos de la serie son similares a las franquicias Call of Duty y Battlefield, además cuentan con múltiples misiones en entornos variados con diferentes tareas para que los jugadores las completen. Los principales enemigos del juego son los terroristas y, a menudo, el jugador va acompañado de otros soldados que luchan junto a ellos. Modern Combat: Sandstorm es el primer juego de la serie Modern Combat y fue seguido por Modern Combat 2: Black Pegasus de 2010, Modern Combat 3: Fallen Nation de 2011, Modern Combat 4: Zero Hour de 2012, Modern Combat 5: Blackout de 2014 y Modern Combat: Versus de 2017.

## Videojuegos
| Año  | Juego                          | Plataforma(s)                                                     |
| ---- | ------------------------------ | ----------------------------------------------------------------- |
| 2009 | Modern Combat: Sandstorm       | iOS, Android, webOS, Bada                                         |
| 2010 | Modern Combat 2: Black Pegasus | iOS, Android, Xperia Play, BlackBerry PlayBook                    |
| 2011 | Modern Combat: Domination      | PlayStation Network, macOS                                        |
| 2011 | Modern Combat 3: Fallen Nation | iOS, Android, Bada 2.0, BlackBerry PlayBook                       |
| 2012 | Modern Combat 4: Zero Hour     | iOS, Android, Windows Phone 8, BlackBerry 10, BlackBerry PlayBook |
| 2014 | Modern Combat 5: Blackout      | iOS, tvOS, Android, Windows 8.1, Windows 10, Nintendo Switch      |
| 2017 | Modern Combat: Versus          | iOS, Android, Windows 8.1, Windows 10, Steam                      |

## Recepción
| Videojuego                     | GameRankings | Metacritic |
| ------------------------------ | ------------ | ---------- |
| Modern Combat: Sandstorm       | 82.57%       | NA         |
| Modern Combat 2: Black Pegasus | 84.29%       | 90/100     |
| Modern Combat: Domination      | 73.00%       | 67/100     |
| Modern Combat 3: Fallen Nation | 90.56%       | 88/100     |
| Modern Combat 4: Zero Hour     | 85.00%       | 82/100     |
| Modern Combat 5: Blackout      | 82.63%       | 81/100     |

Las 5 entradas principales de la serie han recibido críticas principalmente positivas de los críticos, mientras que el juego derivado Domination recibió críticas mixtas.